# Sistema global per a comunicacions mòbils

Logotip per a identificar els terminals i sistemes compatibles.

El sistema global per a comunicacions mòbils o en anglés Global System for Mobile communications (GSM) és un estàndard mundial de segona generació (2G) per a telefonia mòbil. Va ser creat per la Conferència europea de les administracions de correus i telecomunicacions (CEPT) i desenvolupat per l'Institut Europeu de Normes de Telecomunicacions (ETSI) i és de codi obert, no propietari i evolutiu. GSM predomina a Europa i és majoritari a la resta del món tot i que a partir del 2004 les operadores de telecomunicacions el subsitueixen progressivament per UMTS.

## Descripció
Aquest sistema va ser desenvolupat pel grup "Group Special Mobile" (les sigles GSM provenen originàriament d'aquí) de l'Institut Europeu de Normes de Telecomunicacions (ETSI), la principal diferència amb els seus predecessors radica en el fet que tant els canals de veu com els de senyalització són digitals i per tant, de manera natural, el sistema suporta també transmissió de dades, també hi ha una millora en la seguretat de les comunicacions i en la reducció d'interferències aconseguides, entre d'altres motius, gràcies a la tècnica del salt de freqüència.
Les estacions base GSM utilitzen una modulació GMSK (Gaussian Minimum Shift Keying) obtinguda a partir d'una modulació MSK que és una variant de la FSK. Per a l'accés a l'interície radio s'usen 2 slots TDMA de banda estreta entre l'estació base i el telèfon mòbil. Per tal de minimitzar les fonts d'interferència i aconseguir una major protecció de dades s'empra el frequency hopping (anomenat habitualment en català salt de freqüència) a una velocitat de 217 salts per segon, aquest mecanisme està sota el control de les antenes i no dels terminals.

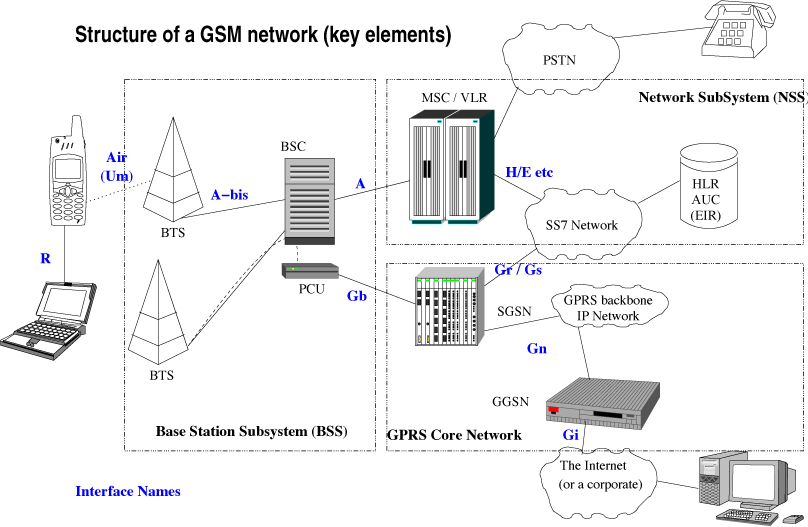
Esquema general d'una xarxa GSM.

## Història i desenvolupament

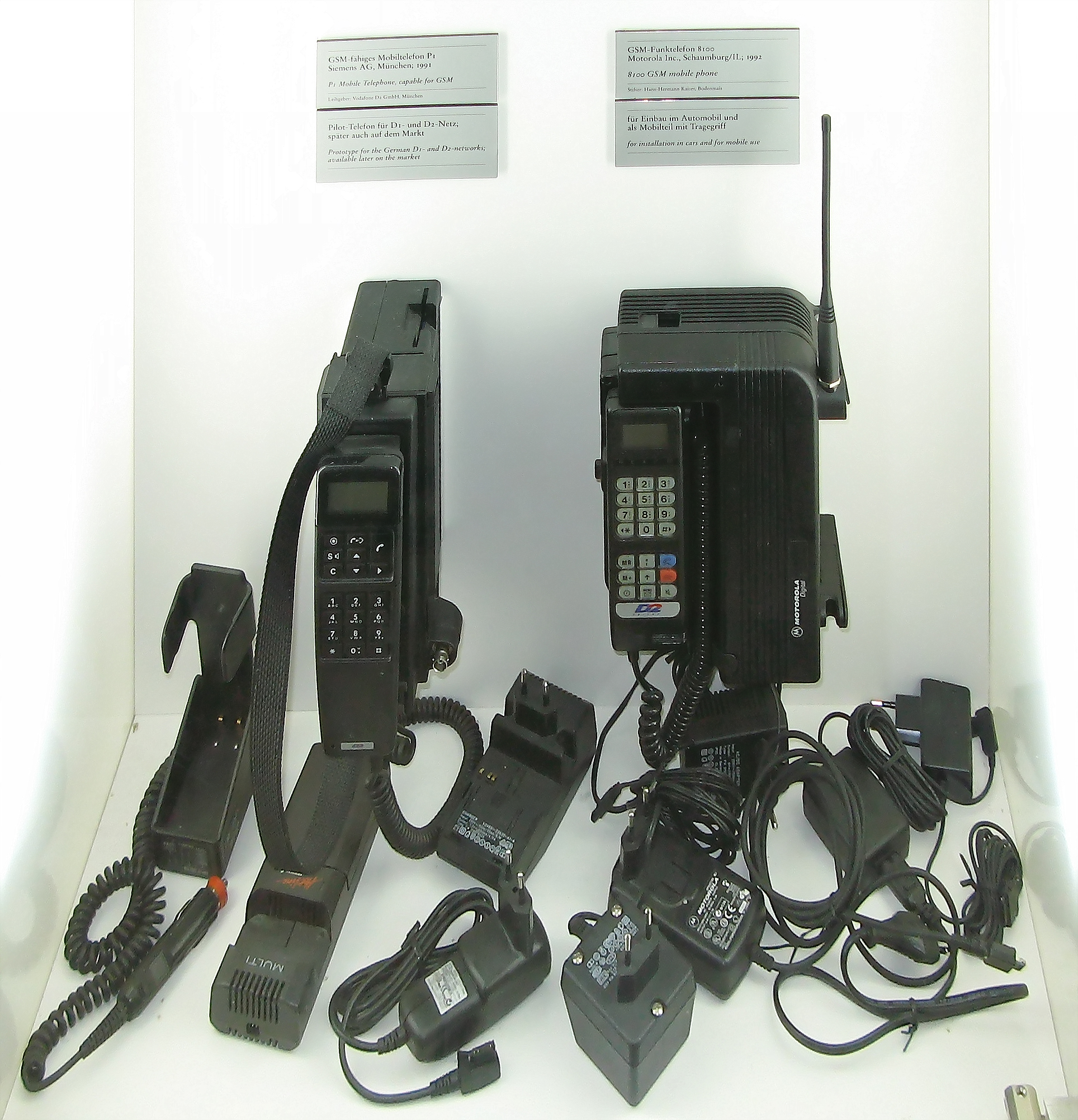
Els primers equips GSM de 1991.

L'estàndard GSM va ser desenvolupat a partir de 1982. En la conferència de telecomunicacions CEPT d'aquest any va ser creat el grup de treball Groupe Spécial Mobile o GSM, la tasca era desenvolupar un estàndard europeu de telefonia mòbil digital. Es va buscar evitar els problemes de les xarxes analògiques de telefonia mòbil, que havien estat introduïts a Europa a finals dels anys 1950 , i no van ser del tot compatibles entre si tot i fer servir, en part, els mateixos estàndards. En el grup GSM van participar 26 companyies europees de telecomunicacions.
El 1990 es van finalitzar les especificacions per al primer estàndard GSM-900, al qual va seguir DCS-1800 un any més tard. El 1991 van ser presentats els primers equips de telefonia GSM com prototips. De manera paral·lela, es va canviar el nom del grup a Standard Mobile Group (SMG) i les sigles GSM a partir d'aquest moment es van emprar per al propi estàndard.
El 1992 les primeres xarxes europees de GSM-900 van iniciar la seva activitat, i el mateix any van ser introduïts al mercat els primers telèfons mòbils GSM, sent el primer el Nokia 1011 al novembre d'aquest any. En els anys següents, el GSM va competir amb altres estàndards digitals, però es va acabar imposant també a Amèrica Llatina i Àsia.
El 2000, el grup de treball per a l'estandardització del GSM es va passar al grup TSG GERAN (Technical Specification Group GSM EDGE Ràdio Access Network) del programa de cooperació 3GPP , creat per desenvolupar la tercera generació de telefonia mòbil ( 3G ). El successor del GSM, UMTS , va ser introduït en 2001, però la seva acceptació va ser lenta, de manera que gran part dels usuaris de telefonia mòbil a 2010 segueixen utilitzant GSM

## Característiques
A la taula següent es resumeixen els punts principals de l'especificació del sistema GSM
| ESPECIFICACIONS DEL SISTEMA CEL·LULAR GSM | ESPECIFICACIONS DEL SISTEMA CEL·LULAR GSM |
| ----------------------------------------- | ----------------------------------------- |
| Multiple access technology                | FDMA / TDMA                               |
| Técnica Duplex                            | FDD                                       |
| Banda freqüència Uplink                   | 890 - 915 MHz (basic 900 MHz)             |
| Banda freqüència Downlink                 | 933 -960 MHz (basic 900 MHz)              |
| Channel spacing                           | 200 kHz                                   |
| Modulation                                | GMSK                                      |
| Speech coding                             | Varis - original RPE-LTP/13               |
| Speech channels per RF channel            | 8                                         |
| Channel data rate                         | 270.833 kbps                              |
| Frame duration                            | 4.615 ms                                  |

## Bandes
GSM disposa de quatre versions principals en funció de les bandes utilitzades: GSM-850, GSM-900, GSM-1800 i GSM-1900. GSM-900 (900 MHz) i GSM-1800 (1,8 GHz) i totes elles fan de GSM l'estàndard majoritari al món. Tot i que inicialment al continent Americà i part d'Àsia es va fer servir l'estàndard IS-95 (que utilitza CDMA) diferents operadors l'han acabat substituint per GSM, en concret GSM-850 (850 MHz) i GSM-1900 (1,9 GHz). El canvi de banda es deu al fet que als Estats Units d'Amèr!ca les bandes de 900 i 1800 MHz són emprades per a comunicacions militars. En funció del nombre de bandes que pot fer servir un terminal, rep la denominació dual, tribanda o quadribanda.
Millores posteriors a l'estàndard van rebre diferents noms com Servei general de paquets per ràdio (GPRS) i EDGE, aquests formen part de l'anomenada generació 2.5 que fan el sistema GSM apte per a la transmissió de dades a velocitats de l'ordre de centenars de kbps i en continua evolució i millora. Aquesta família d'estàndards es coneix com a GERAN.

### Freqüències
Vegeu també: Bandes de freqüència GSM
La interfície de ràdio de GSM s'ha implementat en diferents bandes de freqüència.
| banda   | nom       | canals     | Uplink (MHz)    | Downlink (MHz)  | notes                                                                             |
| GSM 850 | GSM 850   | 128-251    | 824,0-849,0     | 869,0-894,0     | Usada en els EUA , Sud-amèrica i Àsia .                                           |
| GSM 900 | P-GSM 900 | 0-124      | 890,0-915,0     | 935,0-960,0     | La banda amb què va néixer GSM a Europa i la més estesa                           |
| GSM 900 | E-GSM 900 | 974 - 1023 | 880,0-890,0     | 925,0-935,0     | E-GSM, extensió de GSM 900                                                        |
| GSM 900 | R-GSM 900 | n / a      | 876,0-880,0     | 921,0-925,0     | GSM ferroviari ( GSM-R ).                                                         |
| GSM1800 | GSM 1800  | 512-885    | 1.710,0-1.785,0 | 1.805,0-1.880,0 |                                                                                   |
| GSM1900 | GSM 1900  | 512-810    | 1.850,0-1.910,0 | 1.930,0-1.990,0 | Usada en Amèrica del Nord , incompatible amb GSM-1800 per superposició de bandes. |